# فلوروكربون

رباعي فلورو الميثان هو أبسط مركبات فلوروكربون

الفلوروكربون أو كربون فلوري أو فلوريد الكربون هي مركبات كيميائية عضوية تتكون من عنصري الكربون والفلور فقط، وفي هذه الحالة تسمى أيضاً مركبات بيرفلوروكربون، عندما تحل ذرات الفلور مكان ذرات الهيدروجين في المركب العضوي. يشمل هذه التعريف طائفة واسعة من المركبات، حتى التي فيها ذرة مغايرة للفلور، ولكن يكون فيها كل روابط C-H مستبدلة بروابط C-F، إذ يضاف إلى الاسم سابقة بيرفلورو- عندئذ.
تستخدم مركبات فلوروكربون بشكل واسع في صناعة البوليميرات ومواد التثليج والمذيبات ومواد التخدير.

## معرض صور

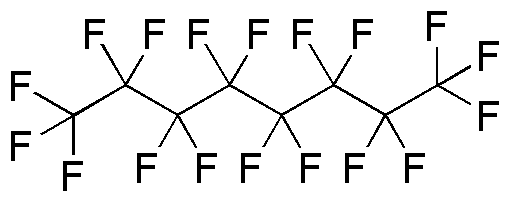

## اقرأ أيضاً
- كلوروفلوروكربون
- حمض بيرفلوروأوكتان السلفونيك
- حمض بيرفلورو الأوكتانويك
- 3،3،3،2-رباعي فلورو البروبين
- بيرفلورو البوتان